# Gilden, ambachten en naties in Brugge
De organisatie van een middeleeuwse stad omvatte – naast de burgerlijke, militaire en religieuze overheden, die heel wat officiële organisaties tot stand brachten – talrijke half-officiële of privé-organisaties, die het leven van de bewoners beïnvloedden of richtten. Deze organisaties namen verschillende uiteenlopende vormen aan, meer bepaald als gilden of confrérieën, ambachten en naties. Dit artikel biedt een overzicht van die in Brugge.

## Gilden en confrérieën
De gilden waren vaak de eerste organisaties, die tot stand kwamen onder de vorm van godsdienstige confrérieën. De confrérieën ontstonden in de schoot van parochies of kloosters, maar ook binnen eenzelfde beroepsgroep. Deze laatste verenigingen groeiden uit tot ambachten.
De religieuze confrérieën waren talrijk. In ieder parochie- of kloosterkerk trof men er verschillende aan. Onder de voornaamste zijn te vermelden:
- Confrérie van de Drogen Boom
- Edele Confrérie van het Heilig Bloed
- Gilde van Onze-Lieve-Vrouwe van Hulsterloo
- Gilde van Onze-Lieve-Vrouw van Rozebeke
- Confrérie van Onze-Lieve-Vrouw ter Sneeuw

Sommige gilden, welke ook hun ontstaansgrond was, evolueerden tot literaire verenigingen, meestal onder de naam van rederijkerskamers of 'Camere van Retorycken'. In Brugge waren dat:
- Ghesellen van den spele
- Hoofdkamer van de Heilige Geest
- Rederijkerskamer der Weerde Drie Santinnen
- Rederijkerskamer van het Heilig Kruis

Nog een andere vorm van gilden ontwikkelde zich in het domein van sport en ontspanning. In Brugge waren dit:
- Ridderlijk Gezelschap van de Witte Beer
- Sint-Jorisgilde van kruisboogschutters
- Sint-Sebastiaansgilde van kruisboogschutters
- Sint-Michielsgilde van schermers of hallebardiers
- Sint-Barbaragilde van haakbusschutters of kolveniers
- Confrerie van de heilige Dorothea in Brugge

## Ambachten
Ambacht is de naam van de beroepsvereniging, die vanaf de vroege middeleeuwen en zeker vanaf de tiende-elfde eeuw een gedetailleerd netwerk van corporatistisch georganiseerde beroepsorganisaties tot leven bracht, waarvan de meeste stand hielden tot op het einde van het ancien régime. De leden van de ambachten waren allen – een essentiële voorwaarde – poorters van de stad Brugge.
De periode van 1300 tot 1370 was er een van bestendige strijd. In die periode ontwikkelden de ambachten zich tot instellingen die zich helemaal integreerden in het politiek systeem. Als vertegenwoordigers van de middenstand, ontwikkelden ze zich als een tegengewicht tegenover de machtige oligarchische families van eigenaars, handelaars en hosteliers. Ze kregen toegang tot de bestuursorganen van de stad, meer bepaald tot het schepencollege en de gemeenteraad. Rond 1400 was het aantal georganiseerde ambachten gestegen tot 54, een getal dat in grote mate behouden bleef tot op het einde van het ancien régime. 
De lijst van erkende ambachten volgt hierna.

### Textiel
- Wolwevers
  - Mutsereders en linnenwevers
  - Fusteinwevers
  - Saaihalle
  - Zijdereders en zijdewevers
- Vulders
- Droogscheerders (lakenscheerders)
- Ververs
- Kleermakers of 'scheppers'
  - Kousenmakers of coussescheppers
  - Oudkleerkopers

### Bouw
- Timmerlieden
  - Stoeldraaiers
- Schrijnwerkers
- Metselaars
  - Loodgieters en schaliedekkers
  - Ticheldekkers en strodekkers
  - Kasseileggers

### Voeding
- Beenhouwers
- Vishandelaars
- Bakkers
- Molenaars
  - Korendragers, korenmeters, zoetekoekbakkers
- Brouwers
- Herbergiers

### Metaal
- Smeden
  - Hoefsmeden
  - Slotmakers
  - Nagelmakers
  - Messenmakers
  - Gewichtenmakers
  - Zadelmakers, harnasmakers
  - Koperslagers
- Zilversmeden
- Tingieters
- Kuipers
- Pijl- en boogmakers
- Kaarsgieters
- Zeepzieders

### Kledij
- Schoenmakers
- Elsenaars
- Tassenmakers
- Handschoenmakers, grauwwerkers
- Huidenvetters
  - Zwarte leertouwers
  - Witte leertouwers
- Hoedenmakers

### Handel
- Makelaars, Kamer van Koophandel
- Schippers

### Verscheidene
- Schilders
- Tapijtwevers
- Boekverkopers en drukkers
- Barbiers
- Speellieden
- Pottenbakkers
- Mandenmakers
- Blekers
- Merceniers
- Behangers, bezemmakers, tabaksverkopers

## Naties
Heel wat buitenlanders vestigden zich in Brugge en dreven er handel. Ze sloten hiervoor niet aan bij de ambachten en verenigden zich in een eigensoortig 'ambacht' die 'natie' of 'hanze' genoemd werd.
- Brugse of Londense Hanze
- Merchants of the Staple
- Schotse natie
- Engelse natie
- Hanzeaten of Duitse natie
- Castiliaanse natie
- Catalaanse natie
- Biskajse natie
- Aragonese natie
- Portugese natie
- Genuese natie
- Florentijnse Natie
- Milanese natie
- Venetiaanse natie
- Natie van Lucca

## Voetnoten
1. ↑  P. Allossery, a.w.
2. ↑  Broederschappen - Confrériën in: Michiel English, Dagklapper, Deel VI, Index, Brugge, 1987, blz. 67-71
3. ↑   D. Geirnaert, a.w.